# 関修
関 修（せき おさむ、1961年 -）は、日本の現代思想学者。専門は、フランス現代思想、文化論（主にセクシュアリティ、精神分析理論、ポピュラーカルチャースタディ）。明治大学法学部非常勤講師。2014年、明治大学で行われた「嵐のPVを見るだけの授業」が話題となった。

## 略歴
- 1961年：東京都出身
- 1980年：千葉県立船橋高等学校卒業
- 1984年：千葉大学教育学部卒業
- 1990年：東洋大学大学院文学研究科哲学専攻博士後期課程単位取得満期退学。同大学文学部非常勤講師
- 1992年：同大学文学部哲学科助手
- 1994年：明治大学法学部非常勤講師 他に、岩手大学、専修大学、日本工業大学などで非常勤講師[3]

## 著作

### 著書
- 『美男論序説』（夏目書房，1996年）
- 『挑発するセクシュアリティ』（編著，新泉社，2009年）
- 『隣の嵐くん~カリスマなき時代の偶像』（2014年）

### 翻訳
- G・オッカンガム『ホモセクシュアルな欲望』（学陽書房，1993年）
- R・サミュエルズ『哲学による精神分析入門』（夏目書房，2005年）
- M・フェルステル『欲望の思考』（富士書店，2009年）